# Опорний коток

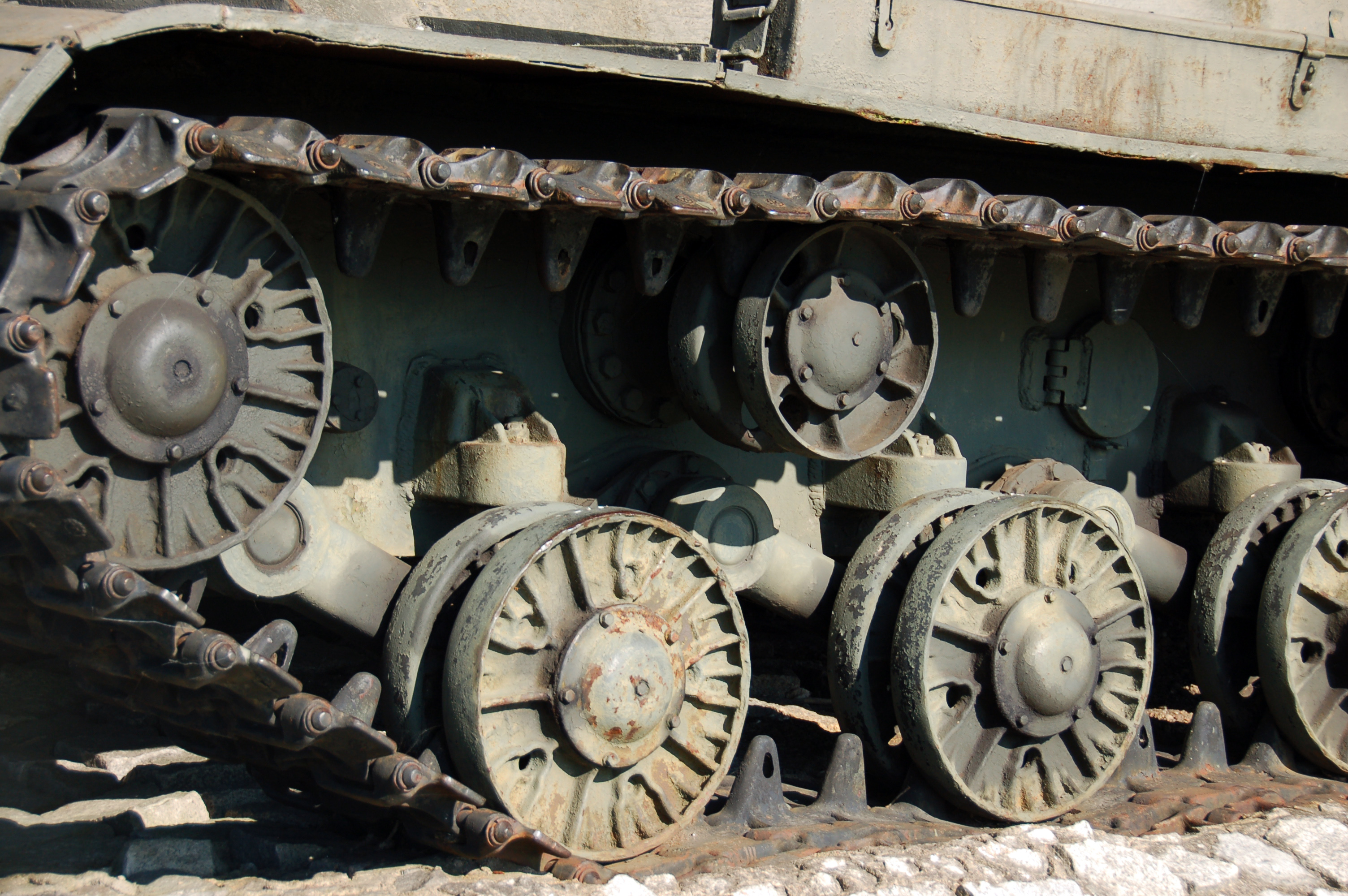
Ходова частина важкого танка ІС-2 великим планом. Добре видно суцільнолиті опорні котки

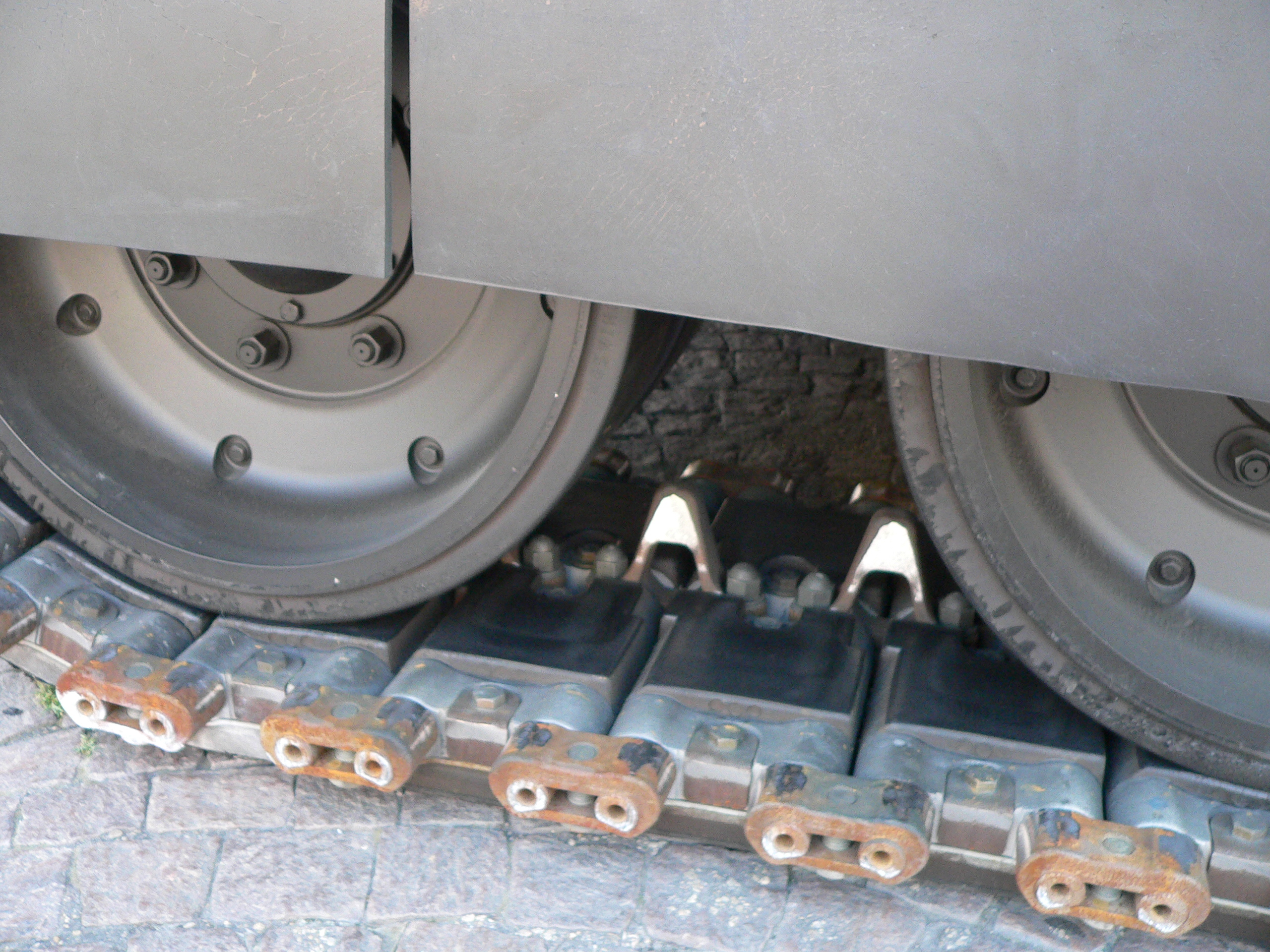
Обгумовані опорні котки танка «Леклерк» великим планом

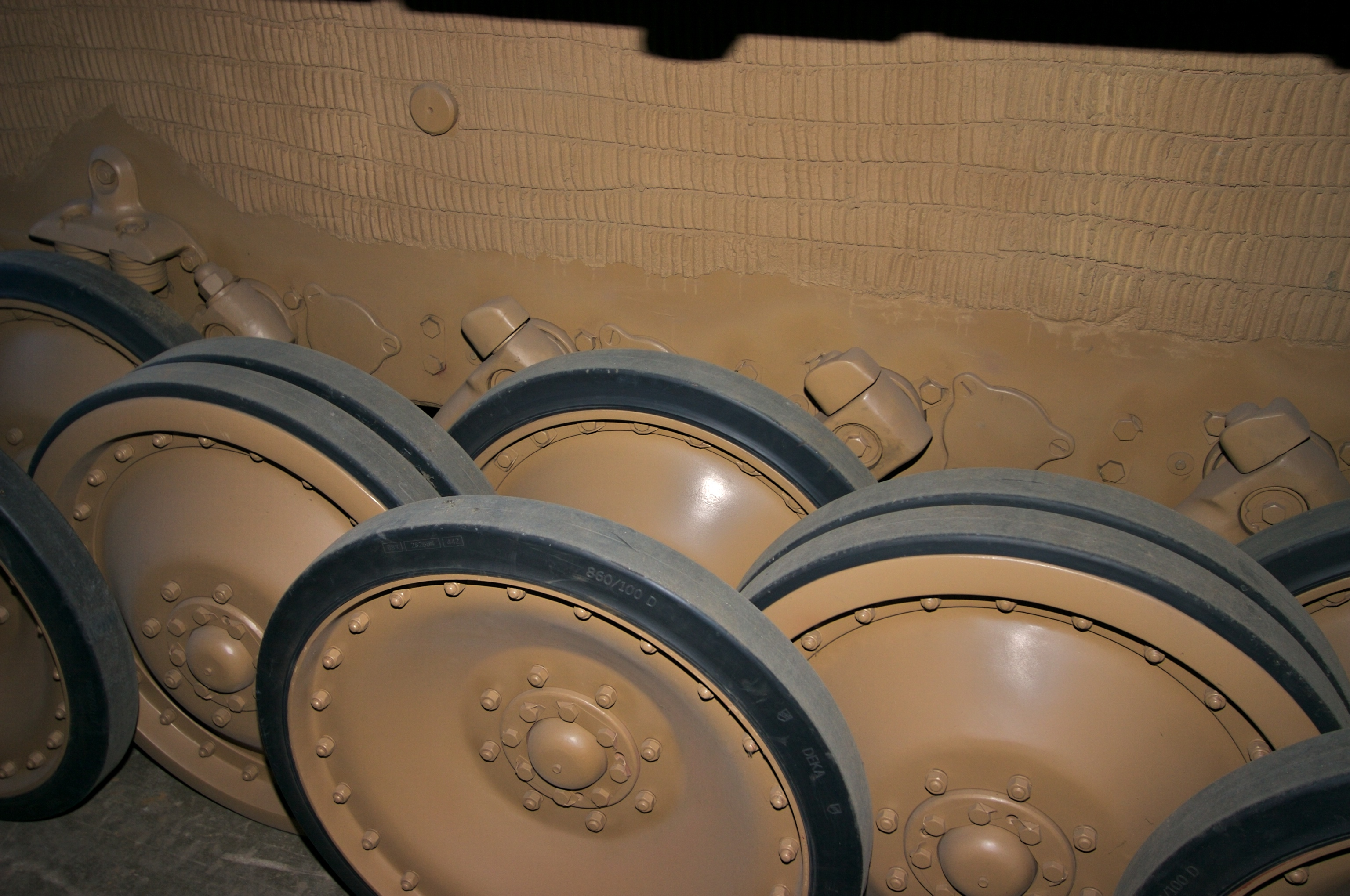
Ходова частина танку з «шаховим» розташуванням опорних котків конструкції Г. Кніпкампа забезпечувала хорошу плавність ходу і більш рівномірний розподіл тиску на ґрунт по опорній поверхні в порівнянні з іншими технічними рішеннями. З іншого боку, така конструкція ходової частини була складна у виробництві та ремонті, а також мала велику масу.

Опорний коток (в деяких застарілих джерелах може неправильно іменуватися «підтримуючим») — елемент гусеничного рушія, що є рухомою опорою корпусу танка (або іншої гусеничної або напівгусеничної машини) на гусеничній стрічці. При достатньо великому діаметрі може також виконувати функції підтримувального котка, несучи верхню гілку гусениці. У конструкції колісно-гусеничних танків зі знімними гусеничними стрічками опорні котки також виконували роль коліс для пересування на колісному ходу.
Монтуються опорні котки на вальницях на осях, які зв'язуються з корпусом через підвіску. З метою пом'якшення ударів об гусеницю під час руху на пересіченій місцевості опорні котки зазвичай роблять обгумованими.

## Різновиди

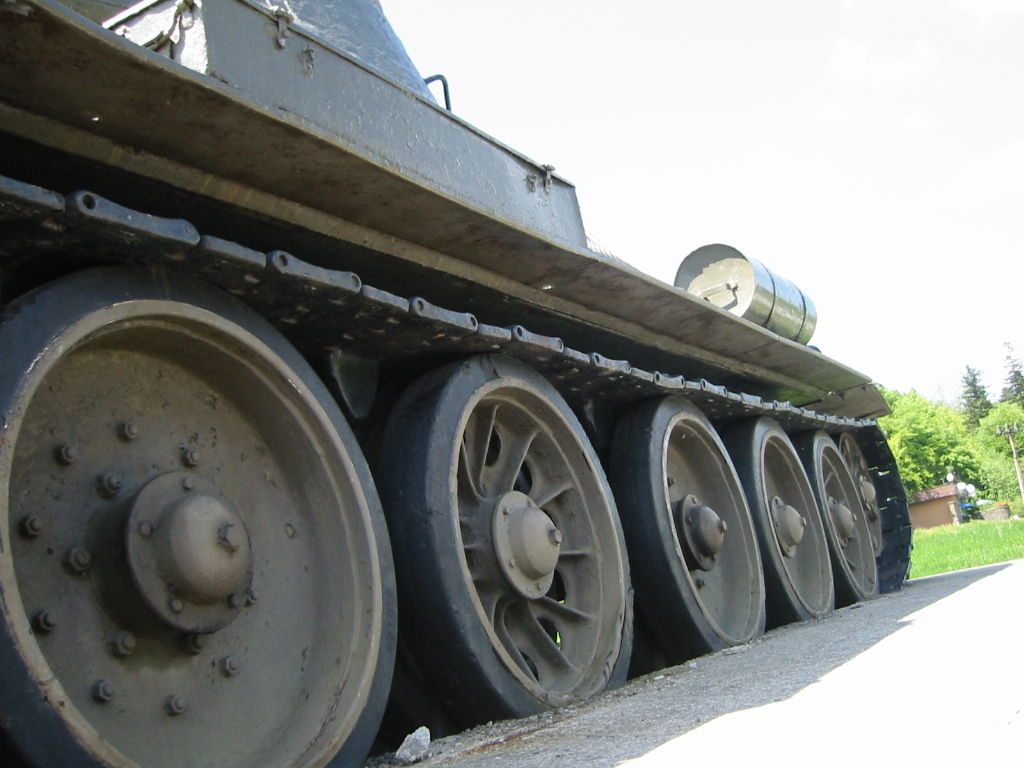
Обгумовані опорні котки Т-34, Словаччина

Залежно від конструкції опорні котки підрозділяються на обгумовані, необгумовані і на котки з внутрішньою амортизацією.
Найбільш широко поширені обгумовані опорні котки із зовнішніми гумовими бандажами. Їх основний недолік полягає в тому, що в окремий момент працює лише невелика частина гуми, в результаті чого матеріал випробовує на собі дуже великий тиск, швидко нагрівається і руйнується. 
Через недоліки обгумованих ковзанок на деяких моделях танків використані необгумовані опорні котки (литі або штамповані) або котки з внутрішньою амортизацією, в яких гумові бандажі розташовані між маточиною і сталевим ободом. У котку з внутрішнім розташуванням бандажа працює приблизно половина обсягу гуми, до того ж остання захищена від випадкових механічних ушкоджень — однак пом'якшувальна дія при використанні такої схеми слабкіша, ніж при використанні зовнішнього бандажа. 
У країнах Заходу опрацьовувався також варіант використання на танках обгумованих опорних котків з пневматичними шинами (котки такого типу застосовуються на деяких гусеничних всюдиходах), однак поширення він не отримав.